# Sieben
Sieben (tyska: "Sju") är ett engelskt solomusikprojekt som påbörjades 1997 av violinisten, sångaren och låtskrivaren Matt Howden, född 1968 i Nottingham. Musiken, som huvudsakligen består av fiolklanger, kan sammanlänkas med neofolk, darkwave och indiepop. Sieben har varit förband åt New Model Army. Vid framträdanden live använder Matt Howden loop-pedal för att bygga upp och framföra sina kompositioner och sånger. Fiolkroppen kan då även tjäna som rytminstrument. Att Sieben på sina turnéer låter sig inspireras av miljöer som besöks, vittnar inte minst EP:n Lietuva om, vilket betyder "Litauen" på litauiska. Det längsta av de fyra spåren är på drygt 10 minuter och heter Užupis, vilket syftar på den egenartade republiken Užupis. Hemma i Sheffield driver Matt Howden för övrigt en egen inspelningsstudio som heter Red Room, och ett skivbolag som heter Redroom Records.   